# إيفان جيمس
إيفان جيمس (19 يونيو 1990 بميسيساغا في كندا - ) هو لاعب كرة قدم كندي في مركز الهجوم. شارك مع منتخب كندا تحت 17 سنة لكرة القدم ومنتخب كندا لكرة القدم. أما مع النوادي، فقد لعب مع إمباكت مونتريال وتونبريدج أنغلز وK–W United FC ‏ وBoldklubben Marienlyst ‏ ونيربس كرافت ‏.

## وصلات خارجية
- إيفان جيمس على موقع الدوري الأمريكي (الإنجليزية)
- إيفان جيمس على موقع قاعدة بيانات كرة القدم.إي يو (الإنجليزية)
- إيفان جيمس على موقع ناشيونال فوتبول تيمز (الإنجليزية)
- إيفان جيمس على موقع Soccerway.com (الإنجليزية)